# Concise Oxford English Dictionary
Il Concise Oxford English Dictionary (fino al 2002 ufficialmente intitolato The Concise Oxford Dictionary, e ampiamente conosciuto dalla sigla COD) è probabilmente il più conosciuto dei "piccoli" dizionari Oxford. Originariamente fu messo sul mercato come una derivazione dall'edizione maggiore nota come Oxford English Dictionary (OED), anche se la sezione S-Z fu completata prima di quella dell'edizione maggiore. L'ultima edizione del Concise Oxford English Dictionary contiene oltre 240.000 voci e 1.681 pagine (concise solo solo se confrontata col genitore OED di oltre 21.000 pagine in 20 volumi). L'undicesima edizione è disponibile anche in versione eBook.

## Edizioni
- 1911
- 1929
- 1934
- 1951
- 1964
- 1976
- 1982
- 1990
- 1995
- 1999, ristampa nel 2001
- 2004, ristampa nel 2006